# Universidad Carlos Albizu
La Universidad Albizu (en inglés: Albizu University) es un centro de estudios universitarios de grado y postgrado sin fines de lucro que ofrece carreras de psicología, justicia penal, terapia del habla y el lenguaje y la patología, servicios humanos, ESOL y educación. Cuenta con tres campus: uno en San Juan, otro en Mayagüez, Puerto Rico y el último en Doral, Florida, cerca de Miami. La universidad está acreditada por la Asociación de Facultades y Escuelas Middle States.

## Campus de San Juan
La Universidad Albizu, campus de San Juan (CAU-SJC) es una universidad privada no lucrativa en el Viejo San Juan, San Juan, Puerto Rico. Ofrece estudios de grado y posgrado en ciencias de la salud mental. La universidad está acreditada por el Consejo de Educación Superior de Puerto Rico.

## Campus de Doral
AU también tiene un campus en Doral, Florida ofreciendo programas en Administración de Empresas, Educación y Psicología. El programa de Doctor en Psicología está acreditado por la Asociación estadounidense de Psicología, y la Universidad está autorizada por la Comisión de Educación Independiente del Estado de la Florida.

## Referencias

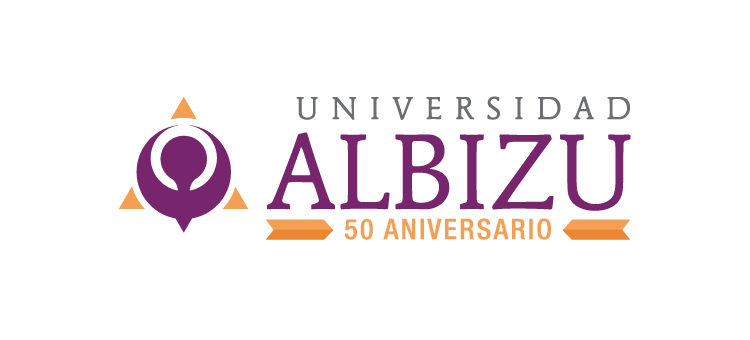